# لوکسور ایر
لوکسور ایر (به انگلیسی: Luxor Air) یک شرکت هواپیمایی است. دفتر مرکزی لوکسور ایر در قاهره، مصر واقع شده‌است.